# Dänikon
Dänikon (gzu. Tèènike) – miejscowość i gmina (Politische Gemeinde) w północnej Szwajcarii, w kantonie Zurych, w okręgu (Bezirk) Dielsdorf.  

## Demografia
W Dänikonie mieszka 1865 osób. W 2021 roku 26,4% populacji gminy stanowiły osoby urodzone poza Szwajcarią.